# Панко Федір Савович
Федір Савович Панко (нар. 21 лютого 1924, Петриківка, Царичанський район — †8 жовтня 2007) — український художник, майстер петриківського розпису, заслужений майстер народної творчості України (з 1977).

## Життєпис
Народився в селянській родині в Петриківці Дніпропетровської області.
Бажання малювати прокинулось рано, в 5 класі на малюнки здібного хлопчика звернув увагу вчитель-художник, мистецтвознавець Олександр Статива, який заохотив до малювання. Після закінчення неповної середньої школи навчався в Петриківській школі декоративного малювання, де під керівництвом заслуженого майстра народної творчості УРСР Тетяни Пати вивчив мотиви і композиційні принципи петриківської орнаментики. Школа проіснувала до 1941 року, Федір був із останнього випуску школи. Планам вступу на ІІ курс Дніпропетровського училища завадила війна. Остарбайтером був вивезений до Німеччини.

### Творчість
Після повернення у 1946 році вперше взяв участь у виставці, присвяченій перемозі над фашизмом. Саме 1946 рік вважається початком його творчої біографії, з цього часу він брав активну участь в обласних та республіканських виставках. Проте за фахом став працювати лише у 1955 році.
1946–1955 роках працював землевпорядником. Лише з грудня 1955 Федір Савович обійняв посаду художника при Петриківському Будинку культури. В цей період він малював на папері яєчною темперою декоративні панно. Митець не обмежувався традиційними мотивами орнаменту, але і вводив нові мотиви рослин: кульбаби, соняшники, кукурудзу. 1955 року познайомився з Наталею Глухенькою, яка сприяла появі в обласних та республіканських газетах статей щодо популяризації петриківського розпису та необхідності створення виробництва.

#### Фабрика «Дружба»
У 1958 об'єднав окремих майстрів і очолив цех підлакового розпису при промисловій артілі вишивальниць «Вільна селянка». Згодом артіль реорганізовується в першу і єдину в Україні та світі фабрику петриківського розпису «Дружба». Сприяв відродженню, визнанню та розквіту традиційного народного живопису. Одночасно з 1958 року 29 років викладав композицію петриківського орнаменту в петриківській філії Дніпропетровської дитячої художньої школи.
З 1960 року продукція фабрики пішла на експорт, Федір Панко став головним художником фабрики.
Федір Панко також працював у галузі стінопису, 1962 він очолював бригаду петриківських майстрів, які розписали інтер'єри Петриківської їдальні, фоє Будинку культури в селі і прохідну на фабриці «Дружба».
Помер 8 жовтня 2007.

## Визнання
1958 році стає членом Національної спілки художників України.
Творчість художника стало відомим і за межами України. У 1968-69 роках Українське товариство дружби і культурних зв'язків із зарубіжними країнами відправило твори майстра для показу в 10 різних країн світу.
4 листопада 1977 Указом Президії Верховної Ради УРСР присвоєно звання заслуженого майстра народної творчості Української РСР.
20 лютого 1998 р. за вагомий особистий внесок у розвиток української культури і мистецтва, високий професіоналізм нагороджено Орденом «За заслуги» III ст.
Нагороджений медаллю «За трудову відзнаку», а також золотою, срібною та бронзовими медалями ВДНГ
26 грудня 2013 року в приміщенні Будинку культури донькою та майстринею петриківського розпису Валентиною Панко відкрито Музей Федора Панка.

## Вшанування пам'яті
У місті Дніпро перейменували вулицю Майкопську на вулицю Федора Панка.